# Халваджи
Халваджи (на гръцки: Χελιδόνα, катаревуса: Χελιδών, Хелидон) е село в Западна Тракия, Гърция в дем Орестиада с 295 жители (2001).

## География
Селото е разположено в ниско-хълмист район на около 2 км от българо-гръцката граница. Някога пътища са го свързвали със съседните села Драбишна и Зорназан (днес Свирачи), които след 1919 година остават на българска територия, но днес границата не можа да бъде пресечена в района.

## История
Според статистиката на професор Любомир Милетич в 1912 година в селото живеят 50 екзархийски български семейства.